# La Celestina (film 1969)
La Celestina è un film del 1969 diretto da César Fernández Ardavín.